# Варма табела
Варма табела примењује се код извлачења бројева на шаховским такмичењима која се организују по Бергеровом систему, како би се избегло да се играчи из исте шаховске федерације не сретну у последња три кола.
Може се користити за 10 до 24 играча. Нпр., судија на турниру за 9/10 играча унапред припрема коверте према следећем: А: 3, 4, 8; Б: 5, 7, 9; Ц: 1, 6; Д: 2, 10.
Представници федерације са највећим бројем играча извлаче први. Ако две федерације имају исти број играча, прво ће бројеве извлачити играчи из федерације према алфабетском коду ФИДЕ. Први играч из федерације која на турниру има три играча, извући ће коверту А или Б, а затим ће остали играчи исте федерације извлачити бројеве из те исте коверте. Наравно, број који остане после другог играча доделиће се трећем итд.